# Chinesische Mannschaftsmeisterschaft im Schach 2017
Die Chinesische Mannschaftsmeisterschaft im Schach 2017 war die 13. Austragung dieses Wettbewerbes. Meister wurde der Titelverteidiger Shanghai Mobil China. Aus der Division B aufgestiegen war die Mannschaft von Hebei Sports Lottery. Diese erreichte den Klassenerhalt, während Jiangsu Xinghua und Qingdao Zhongheng Group absteigen mussten.
Zu den gemeldeten Mannschaftskadern siehe Mannschaftskader der Chinesischen Mannschaftsmeisterschaft im Schach 2017.

## Modus
Die zwölf Mannschaften bestritten ein doppeltes Rundenturnier. Über die Platzierungen entschied zunächst die Anzahl der Mannschaftspunkte (zwei Punkte für einen Sieg, ein Punkt für ein Unentschieden, kein Punkt für eine Niederlage), anschließend die Anzahl der Brettpunkte (ein Punkt für einen Sieg, ein halber Punkt für ein Remis, kein Punkt für eine Niederlage).

## Termine und Spielorte
Die Wettkämpfe fanden statt vom 18. bis 21. April, 23. bis 25. Mai, 26. bis 29. Juli, 18. bis 21. August, 2. bis 4. November und 2. bis 5. Dezember. Die ersten vier und die letzten vier Runden wurden in Shenzhen gespielt, die Runden 5 bis 7 in Jinhua, die Runden 8 bis 11 und 16 bis 18 in Ningbo und die Runden 12 bis 15 in Wuxi.

## Saisonverlauf
Während Qingdao Zhongheng Group abgeschlagen den letzten Platz belegte und vorzeitig als Absteiger feststand, fiel die Entscheidung im Titelkampf sowie über den zweiten Absteiger erst in der letzten Runde.

## Abschlusstabelle
| Pl. | Verein                    | Sp | G  | U | V  | MP    | Brett-P.  |
| --- | ------------------------- | -- | -- | - | -- | ----- | --------- |
| 01. | Shanghai Mobile China (M) | 22 | 15 | 4 | 3  | 34:10 | 67,5:42,5 |
| 02. | Chongqing lottery         | 22 | 16 | 2 | 4  | 34:10 | 65,5:44,5 |
| 03. | Beijing Beiao             | 22 | 12 | 4 | 6  | 28:16 | 63,0:47,0 |
| 04. | Chengdu chess academy     | 22 | 9  | 7 | 6  | 25:19 | 54,5:55,5 |
| 05. | Shenzhen Longgang team    | 22 | 9  | 6 | 7  | 24:20 | 54,5:55,5 |
| 06. | Shandong Jingzhi wine     | 22 | 8  | 5 | 9  | 21:23 | 55,5:54,5 |
| 07. | Tianjin chess academy     | 22 | 8  | 5 | 9  | 21:23 | 54,0:56,0 |
| 08. | Zhejiang Shaxing          | 22 | 7  | 6 | 9  | 20:24 | 53,0:57,0 |
| 09. | Hangzhou Bank             | 22 | 6  | 7 | 9  | 19:25 | 54,0:56,0 |
| 10. | Hebei Sports Lottery (N)  | 22 | 8  | 2 | 12 | 18:26 | 50,0:60,0 |
| 11. | Jiangsu Xinghua           | 22 | 5  | 7 | 10 | 17:27 | 51,5:58,5 |
| 12. | Qingdao Zhongheng Group   | 22 | 0  | 3 | 19 | 3:41  | 37,5:72,5 |

## Entscheidungen
|     | Chinesischer Mannschaftsmeister: Shanghai Mobile China                |
|     | Absteiger in die Division B: Jiangsu Xinghua, Qingdao Zhongheng Group |
| (M) | Meister der letzten Saison                                            |
| (N) | Aufsteiger der letzten Saison                                         |

## Kreuztabelle
| Ergebnisse | Ergebnisse              | 01. | 01. | 02. | 02. | 03. | 03. | 04. | 04. | 05. | 05. | 06. | 06. | 07. | 07. | 08. | 08. | 09. | 09. | 10. | 10. | 11. | 11. | 12. | 12. |
| ---------- | ----------------------- | --- | --- | --- | --- | --- | --- | --- | --- | --- | --- | --- | --- | --- | --- | --- | --- | --- | --- | --- | --- | --- | --- | --- | --- |
| 01.        | Shanghai Mobile China   |     |     | 2   | 2½  | 3½  | 3   | 3½  | 4   | 4   | 2½  | 2   | 2½  | 3   | 4   | 3½  | 3   | 3½  | 3   | 2   | 3½  | 3½  | 2½  | 3½  | 3   |
| 02.        | Chongqing lottery       | 3   | 2½  |     |     | 1   | 2   | 3½  | 3½  | 2   | 3   | 3   | 4   | 3   | 3   | 3   | 2   | 2½  | 3½  | 3½  | 3½  | 3   | 3½  | 3½  | 4   |
| 03.        | Beijing Beiao           | 1½  | 2   | 4   | 3   |     |     | 2½  | 2½  | 4   | 2   | 3   | 3½  | 2½  | 2   | 2½  | 2   | 3   | 3   | 4   | 2   | 3   | 3½  | 3½  | 4   |
| 04.        | Chengdu chess academy   | 1½  | 1   | 1½  | 1½  | 2½  | 2½  |     |     | 1   | 2½  | 3½  | 2½  | 3½  | 2½  | 2½  | 3   | 2   | 3   | 2½  | 3   | 3   | 3   | 3½  | 3   |
| 05.        | Shenzhen Longgang team  | 1   | 2½  | 3   | 2   | 1   | 3   | 4   | 2½  |     |     | 3   | 1½  | 1   | 3½  | 2½  | 3   | 2½  | 2½  | ½   | 3   | 2   | 2½  | 3½  | 4½  |
| 06.        | Sjhandong Jingzhi wine  | 3   | 2½  | 2   | 1   | 2   | 1½  | 1½  | 2½  | 2   | 3½  |     |     | 2   | 2   | 3   | 3½  | 3   | 2½  | 3½  | 2   | 3½  | 2½  | 2½  | 4   |
| 07.        | Tianjin chess academy   | 2   | 1   | 2   | 2   | 2½  | 3   | 1½  | 2½  | 4   | 1½  | 3   | 3   |     |     | 2½  | 2   | 2½  | 1   | 3½  | 2   | 3   | 2½  | 3   | 4   |
| 08.        | Zhejiang Shaoxing       | 1½  | 2   | 2   | 3   | 2½  | 3   | 2½  | 2   | 2½  | 2   | 2   | 1½  | 2½  | 3   |     |     | 2½  | 2   | 3   | 1½  | 3   | 2½  | 3½  | 3   |
| 09.        | Hangzhou Bank           | 1½  | 2   | 2½  | 1½  | 2   | 2   | 3   | 2   | 2½  | 2½  | 2   | 2½  | 2½  | 4   | 2½  | 3   |     |     | 3½  | 4   | 1½  | 1½  | 2½  | 3   |
| 10.        | Hebei Sports Lottery    | 3   | 1½  | 1½  | 1½  | 1   | 3   | 2½  | 2   | 4½  | 2   | 1½  | 3   | 1½  | 3   | 2   | 3½  | 1½  | 1   |     |     | 2   | 2½  | 3   | 3   |
| 11.        | Jiangsu Xinghua         | 1½  | 2½  | 2   | 1½  | 2   | 1½  | 2   | 2   | 3   | 2½  | 1½  | 2½  | 2   | 2½  | 2   | 2½  | 3½  | 3½  | 3   | 2½  |     |     | 2½  | 3   |
| 12.        | Qingdao Zhongheng Group | 1½  | 2   | 1½  | 1   | 1½  | 1   | 1½  | 2   | 1½  | ½   | 2½  | 1   | 2   | 1   | 1½  | 2   | 2½  | 2   | 2   | 2   | 2½  | 2   |     |     |

Anmerkung: An erster Stelle steht jeweils das Ergebnis des Hinspiels, an zweiter Stelle das des Rückspiels.

## Die Meistermannschaft
| 1.            | Shanghai Mobile China |
| Schachfiguren | Ni Hua, Zhou Jianchao, Lou Yiping, Xu Yi, Ju Wenjun, Ni Shiqun, Jurij Kryworutschko, Alexander Grischtschuk, Santosh Gujrathi Vidit, Anna Musytschuk. |